# Words (chanson de F. R. David)
Pour les articles homonymes, voir Words.
Singles de F. R. David
Black Jack
(1981) Pick Up the Phone
(1983)
Words est une chanson composée et interprétée par le chanteur français F. R. David, avec des paroles écrites par Martin Kupersmith et Louis S. Yaguda (ces derniers ne sont pas crédités sur les pressages originaux des disques).
Sortie en single en mai 1982, elle figure sur l'album du même nom.
La chanson rencontre un succès international, se classant en tête des hit-parades de plusieurs pays en Europe ainsi qu'en Afrique du Sud.

## Remixes, reprises et adaptations
La version remixée de 1997 entre dans les charts en Finlande tandis que celle de 1999 atteint la 27e place du classement des ventes de single en France.
En 2000, F.R. David a enregistré une version bilingue, en anglais et en français, en duo avec la chanteuse Winda.
Words a été reprise par Penny McLean dès 1982, par le groupe britannique The Tremeloes en 1983 ou encore par la chanteuse espagnole Soraya Arnelas en 2007.
Mary Roos la chante en allemand sous le titre Zeit, Koos Alberts en néerlandais (Amsterdam) et Rosario Fiorello en italien (Puoi).

## Classements  hebdomadaires et certifications
| Classement (1982-1983)                 | Meilleure position |
| -------------------------------------- | ------------------ |
| Afrique du Sud (Springbok Radio)       | 1                  |
| Allemagne (GfK Entertainment)          | 1                  |
| Australie (Kent Music Report)          | 12                 |
| Autriche (Ö3 Austria Top 40)           | 1                  |
| Belgique (Flandre Ultratop 50 Singles) | 1                  |
| Canada (Adult Contemporary)            | 9                  |
| États-Unis (Billboard Hot 100)         | 62                 |
| Europe (Eurochart Hot 100)             | 1                  |
| France (IFOP)                          | 1                  |
| Irlande (IRMA)                         | 1                  |
| Italie (FIMI)                          | 1                  |
| Norvège (VG-lista)                     | 1                  |
| Nouvelle-Zélande (RMNZ)                | 7                  |
| Pays-Bas (Nederlandse Top 40)          | 2                  |
| Pays-Bas (Single Top 100)              | 2                  |
| Royaume-Uni (UK Singles Chart)         | 2                  |
| Suède (Sverigetopplistan)              | 1                  |
| Suisse (Schweizer Hitparade)           | 1                  |

| Pays             | Certification | Unités certifiées |
| ---------------- | ------------- | ----------------- |
| Allemagne (BVMI) | Platine       | 500 000           |

| Classement (1997)                  | Meilleure position |
| ---------------------------------- | ------------------ |
| Finlande (Suomen virallinen lista) | 19                 |

| Classement (1999) | Meilleure position |
| ----------------- | ------------------ |
| France (SNEP)     | 27                 |